# دیمیتریوس و گلادیاتورها
دیمیتریوس و گلادیاتورها (به انگلیسی: Demetrius and the Gladiators) یک فیلم سینمایی درام آمریکایی از کتاب مقدس محصول سال ۱۹۵۴ که دنباله‌ای بر فیلم ردا محسوب می‌شود. این اثر توسط استودیو قرن بیستم، به کارگردانی دلمر دیوز و تهیه‌کنندگی فرانک راس ساخته شده است. فیلمنامه را فیلیپ دان بر اساس شخصیت‌های ساخته شده توسط لوید سی. داگلاس در فیلم ردا نوشته است.